# Šišan
Šišan (tal. Sissano) je naselje 7 km istočno od Pule, u sastavu općine Ližnjan. 

## Stanovništvo
Prema popisu stanovnika iz 2001. godine ima 989 stanovnika.
| broj stanovnika | 469   | 577   | 446   | 642   | 806   | 1014  | 958   | 983   | 590   | 504   | 536   | 500   | 481   | 525   | 623   | 849   | 1007  |
|                 | 1857. | 1869. | 1880. | 1890. | 1900. | 1910. | 1921. | 1931. | 1948. | 1953. | 1961. | 1971. | 1981. | 1991. | 2001. | 2011. | 2021. |

## Šport
- NK Šišan, 3. ŽNL Istarska (2008./09.)

## Poznate osobe
U Šišanu je župnik bio mons. Ivan Grah, zaslužni hrvatski crkveni arhivist i povjesničar Istre, svećenika Porečke i Pulske biskupije.